# Chantal Andere
Chantal Andere (née Jacqueline Chantal Fernández Andere, le 25 janvier 1972 à Mexico, au Mexique) est une actrice et chanteuse mexicaine. Elle est connue par le monde des telenovelas.

## Biographie
Elle est la fille de l'actrice Jacqueline Andere et du directeur au cinéma José María Fernández Unsáin. Elle est la sœur de José María Fernández "Pirru" et belle-sœur de la chanteuse Ana Bárbara. Elle est aussi belle-sœur de la défunte actrice Mariana Levy (Marina Levy). Elle a été mariée en premières noces avec Roberto Gómez Fernández, le fils de Roberto Gómez Bolaños « Chespirito » avec qui elle n'a pas eu d'enfant et dont elle a divorcé. 
Le 6 décembre 2008, elle se remarie avec l'antiquaire Enrique Rivero Lake avec qui elle a sa première fille, Natalia, née le 7 mars 2009.

## Carrière
Elle fait ses débuts comme actrice à 16 ans à peine dans la telenovela juvénile Dulce desafío en incarnant la rivale de la protagoniste interprétée par Adela Noriega. En 1990, elle enregistre Un rostro en mi pasado produite par Don Ernesto Alonso. L'année suivante, elle est co-protagoniste dans la telenovela de Juan Osorio Madres egoístas. La même année, elle lance sa carrière de chanteuse en enregistrant trois disques : Regresa, Chantal et Tentaciones d'où les chansons comme Regresa, Tu piel, Virginia et Músculo, entre autres. Malgré ses qualités vocales et la reconnaissance du public comme interprète, elle se retire de la musique pour se consacrer à sa carrière d'actrice de télévision. Elle se rend célèbre par ses rôles d'antagonistes. Parmi les telenovelas les plus célèbres on trouve Los parientes pobres avec Lucero, puis Marimar avec Thalía. des ans plus tard, elle joue dans une série intitulée Diseñador de ambos sexos.
En 2009 et 2010, elle participe à la telenovela Sortilegio produite par Carla Estrada pour Televisa.
En 2012 et 2013, elle joue la Lic. Octavia Cotilla Vda. de Hernández dans la telenovela La mujer del vendaval.

## Discographie

### Musique
- 1990 : Regresa
- 1992 : Chantal
- 1995 : Tentaciones

## Filmographie

### Telenovelas
- 1988-1989 : Dulce desafío : Rebeca Centeno
- 1989-1990 : Un rostro en mi pasado : Mariela Vidal
- 1991 : Madres egoístas : Carmen Ledesma Arriaga
- 1993 : Los parientes pobres : Alba Zavala
- 1994 : Marimar : Angélica Narváez de Santibáñez
- 1995-1996 : Acapulco, cuerpo y alma : Haydée San Román
- 1996-1997 : Sentimientos ajenos : Leonor de la Huerta
- 1998 : La usurpadora : Estefanía Bracho de Montero
- 1999-2000 : Cuento de navidad : Beatriz « Betty » de Rodríguez Coder
- 2001 : El noveno mandamiento : Clara Durán (jeune)
- 2001 : La intrusa : Raquel Junquera Brito
- 2002 : La otra : Bernarda Sáenz (jeune)
- 2003 : Amor real : Antonia Morales
- 2005-2006 : Barrera de amor : Manola Linares
- 2007 : Destilando amor : Minerva Olmos de Montalvo
- 2009 : Sortilegio : Raquel Albeniz de Castelar
- 2011 : Rafaela : Mireya Vival de Báez
- 2012-2013 : La mujer del vendaval : Octavia Cotilla Vda. de Hernández

### Séries télévisées
- 1988 : Tres generaciones : Olga (épisode « El Amuleto »)
- 2001 : Diseñador de ambos sexos : Fabiola Montemayor de Shrinner
- 2006 : Cantando por un sueño : Concurrente (saison 3)
- 2008 : S.O.S.: Sexo y otros secretos : Natalia (saison 2)
- Mujeres Asesinas
- 1994 : ’’Marimar’’ :Angelica de Santibañez

## Théâtre
- Victor/Victoria
- Cabaret
- Amor sin barreras
- Una pareja con Ángel
- 1987 : La pandilla
- 1988 : Blanca Nieves y los siete enanos
- 2010 : Cena De Matrimonios
- 2014-2015 : La Fierecilla tomada